# Théâtre du Chaudron
Le Théâtre du Chaudron est un théâtre créé à l’automne 1972 par Tanith Noble qui a débuté en 1969 au sein du Bread and Puppet Theatre de New York, l’Atelier du Chaudron devient en 1992 le Théâtre du Chaudron, un théâtre d’accueil dont la programmation s’articule essentiellement autour de projets mis en scène par des femmes et des projets circassiens et depuis 2011 une programmation principalement consacrée à la danse contemporaine. Il est installé à La Cartoucherie du bois de Vincennes à Paris.
La direction a été assurée par Anne-Marie Choisne jusqu'en 2011 avec la nomination de la chorégraphe Carolyn Carlson.